# Кальвене
Кальвене (итал. Calvene) — коммуна в Италии, располагается в провинции Виченца области Венеция.
Население составляет 1273 человека (2008 г.), плотность населения составляет 116 чел./км². Занимает площадь 11 км². Почтовый индекс — 36030. Телефонный код — 0445.
В коммуне 25 марта особо празднуется Благовещение Пресвятой Богородицы.

## Демография
Динамика населения:

## Администрация коммуны
- Официальный сайт: http://www.comune.calvene.vi.it/